# فرودگاه تو هیلز
فرودگاه تو هیلز (به انگلیسی: Two Hills Airport) یک فرودگاه همگانی است که یک باند فرود آسفالت دارد و طول باند آن ۸۸۴ متر است. این فرودگاه در کشور کانادا قرار دارد و در ارتفاع ۶۱۳ متری از سطح دریا واقع شده است.